# Música industrial
Música industrial es un género de música electrónica/experimental que hace uso de temas transgresivos y suele estar asociada con angustia e ira contraculturales. Aunque ideológicamente asociada al punk, la música industrial es generalmente más compleja y diversa, tanto a nivel sonoro como lírico. El término fue acuñado hacia mediados de los años 1970 a raíz de la fundación de Industrial Records por la banda de Yorkshire (Inglaterra) Throbbing Gristle y con la creación del eslogan irónico "industrial music for industrial people" (en castellano, "música industrial para gente industrial").
Los primeros artistas industriales experimentaron con ruidos y temas estéticamente comprometidos, tanto musical como visualmente, como el fascismo, los asesinatos en serie y el ocultismo. Su producción no se limitó a la música, sino que incluyó también arte correo, performance, instalaciones artísticas y otras formas de expresión. Entre los músicos más destacados de la música industrial están Throbbing Gristle, SPK, Boyd Rice, Cabaret Voltaire y Z'EV. Los precursores que influyeron sobre el desarrollo del género fueron proyectos como el grupo de música electrónica Kraftwerk, bandas de rock experimental y krautrock como AMM, Faust y Neu!, compositores como John Cage, escritores como J. G. Ballard y William S. Burroughs y filósofos como Friedrich Nietzsche.
Aunque el término fue inicialmente utilizado solo por un pequeño círculo de individuos asociados con Industrial Records en los 70, se amplió para incluir a artistas influidos por el movimiento original o que adoptaban la estética "industrial". Estos artistas expandieron el género al empujarlo en direcciones más ruidistas y electrónicas. Con el tiempo, su influencia se extendió, pasando la música industrial a fusionarse con otros estilos como la música folk, el ambient y el rock, fusiones que se catalogan como música posindustrial. Entre los géneros híbridos más populares se encuentran el rock industrial y el metal industrial, con grupos como Nine Inch Nails y Ministry, que llegaron a lograr discos de platino en los años 1990. El electro-industrial es un desarrollo más moderno. Estos tres géneros suelen ser conocidos simplemente como industrial.

## Historia

### Precursores

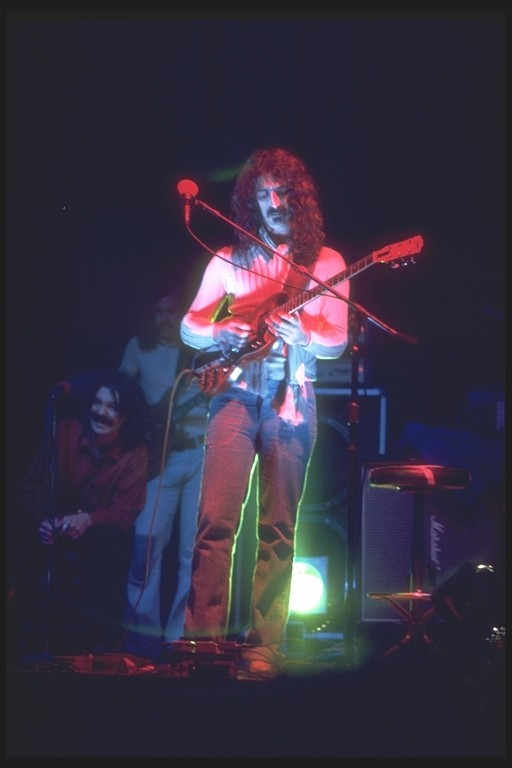
Frank Zappa y Captain Beefheart en 1975, citado como inspiración por Genesis P-Orridge y Z'EV.

La música industrial es un estilo experimental de música electrónica que se basa en temas transgresores y provocativos. AllMusic lo define como “la combinación más abrasiva de rock y música electrónica” que en sus inicios se presenta como una “combinación de experimentos electrónicos de vanguardia (música de cinta, música concreta, ruido blanco, sintetizadores, secuenciadores, etc.) y provocación punk." Piero Scaruffi habla  de una armonía de visiones entre el industrial y el punk y parte de la new wave americana, aunque aplicando una sustitución sustancial de la formación clásica de guitarra, bajo y batería en favor de instrumentos casi enteramente electrónicos. "El espíritu era rebelde y escandaloso como el punk rock, pero el sonido era difícil de clasificar dentro del panorama del rock." El género industrial combina elementos de la música clásica con la música popular, inspirándose inicialmente en el krautrock, bandas como Faust, Can y Neu! y del rock psicodélico, pero también y sobre todo de la experiencia que Lou Reed inició con su disco Metal Machine Music, de las experiencias de la música concreta de John Cage y de la música contemporánea de Karlheinz Stockhausen. El género también está influenciado por las vanguardias artísticas de principios del siglo XX (como el dadaísmo, el futurismo, el situacionismo y sobre todo el performance art y Fluxus), la generación beat, especialmente William S. Burroughs y Brion Gysin, los libros de autores de la nueva ola de ciencia ficción de los años sesenta como Philip K. Dick y James Graham Ballard, la filosofía postmoderna de Jean Baudrillard, Michel Foucault, Gilles Deleuze y Félix Guattari.
Las raíces de la ideología industrial se remontan a las tradiciones de la literatura radical y de las representaciones artísticas, que, a su vez, tienen su origen en el futurismo, que surgió a principios de siglo. De allí también surgen las tácticas y métodos industriales. Los historiadores del arte del siglo XX suelen citar el teatro del absurdo protosurrealista de Alfred Jarry, Ubu Roi, inaugurado en París en 1896, como el padre del arte de la performance. Filippo Marinetti, cuyo Manifiesto Futurista se publicó en 1909, tomó el relevo provocador en su obra Roi Bombance, escrita en 1905. El deseo de provocar estaba en el núcleo del Primer Movimiento Futurista Italiano y fue luego encarnado con éxito por los dadaístas y los surrealistas. La política de los tres movimientos (futurismo, dadaísmo y surrealismo) puede haber diferido mucho en su momento, pero desde la perspectiva actual, sólo las características comunes siguen siendo importantes. Los tres movimientos fueron respuestas a las realidades de la época, y estas respuestas fueron diferentes. El futurismo opuso a la tradición el dinamismo, la tecnología y el militarismo patriótico. La visión positiva del "progreso" de los surrealistas encontró cierta resonancia entre los primeros músicos industriales. Sin embargo, mientras la mayoría de los músicos industriales (incluso los tecnófilos como Kraftwerk) tenían una visión bastante irónica y cínica de la contribución de la ciencia a la historia, los futuristas nunca se permitieron hacerlo: Marinetti celebró la revolución industrial con total seriedad y sin rastro de ironía. Las similitudes entre el dadaísmo y la cultura industrial son menos ambiguas. La furia dadaísta se inspiró en la Primera Guerra Mundial, como la mayor manifestación de la banalidad social. Su reacción tenía mucho en común con el arte industrial: era un intento de encontrar la estética donde la mayoría sólo encontraba ira. Para los dadaístas, esto significó pintura abstracta primitivista y performances en el Cabaret Voltaire de Zúrich que incluían poesía sonora sin palabras. La música industrial aborda los problemas más importantes de nuestro tiempo: la alienación social, las ilusiones creadas por los medios y presentadas en lugar de la realidad, la imposibilidad de la moralidad en una cultura en la que los símbolos morales tradicionales han perdido su poder. 
Jon Savage, periodista y estudioso de las contraculturas, en la introducción de su Manual de Cultura Industrial enumera 5 puntos que resumen la actitud y el modus operandi de la escena Industrial:
- Autonomía organizacional: La indispensable búsqueda de circuitos alternativos en el modelo del Mail art para la circulación de ideas y producciones.
- Acceso a la información: La conciencia de que la batalla que se está librando por la supervivencia política en la era posmoderna depende en gran medida de la cantidad de información que se pueda hacer circular.
- Anti-música: La eliminación de todos los gestos, sonidos y apariencias "agradables" en un intento de reformar completamente la canción pop..
- Uso de elementos extramusicales: el uso de voces e imágenes tomadas de medios oficiales, aplicando en el ámbito musical lo teorizado por William S. Burroughs como la técnica del Cut-up.
- Tácticas de shock: el uso de temas incómodos e impopulares.[7]

En materia de sonido, la música industrial está influenciada por una amplia gama de géneros musicales. Según el Oxford English Dictionary, el género fue acuñado por primera vez en 1942, cuando la revista musical estadounidense The Musical Quarterly llamó a la Sinfonía n.º 2 en si mayor de 1927 de Dmitri Shostakovich, "A la Revolución de Octubre" "la marea alta de la 'música industrial'". Ferdinand Grofé (especialmente en su Sinfonía de acero de 1935) también utilizó "instrumentos" como cuatro pares de zapatos, dos escobas, una campana de locomotora, un taladro y un compresor como parte de su "música industrial". Si bien estas piezas no están directamente asociadas con la definición de un género, son una forma temprana de música diseñada para imitar el ruido de la maquinaria y la atmósfera de una fábrica.
La idea de usar el ruido como elemento musical proviene del manifiesto del futurista italiano Luigi Russolo, El arte de los ruidos, publicado en 1913. Este manifiesto artístico se inspiró en la obra de otro compositor futurista Ballilla Pratella, cuyo "Manifiesto Técnico de la Música Futurista" (1911) incluía la siguiente frase: "[La música] debe transmitir el espíritu de las masas, los grandes complejos industriales, los trenes, los transatlánticos, las armadas, los automóviles y los aviones. Todo esto debe conectarse con el gran tema central del poema: el reino de las máquinas y la victoriosa esfera de la electricidad". La propia música de Pratella, no obstante, era mucho más conservadora de lo que sugieren sus palabras. Varios años antes de Pratella, compositores clásicos más famosos habían comenzado a discutir el desarrollo de la música. En 1907, Ferruccio Busoni escribió en su Boceto para una nueva estética musical: "¿Hacia dónde debería dirigirse el siguiente paso? Hacia el sonido abstracto, la técnica libre y el material tonal ilimitado". Busoni tampoco dio ese siguiente paso, pero sí lo hicieron Schoenberg, Ives y Cowell, que experimentaron entre 1907 y 1919 con música que rápidamente se volvía disonante a través de una atonalidad creciente y (en el caso de Cowell) con nuevas formas de utilizar instrumentos antiguos. Por otra parte, es necesario mencionar a Alexander Scriabin, quien intentó crear su propio sistema musical en la década de 1920 y experimentó con la interacción del sonido y la luz. Los músicos industriales, por cierto, le han rendido homenaje: Genesis P-Orridge, por ejemplo, grabó dos piezas de gran formato en diferentes momentos, una de las cuales utilizaba principios musicales formulados por Scriabin ("Boca del caballero"), y la otra estaba dedicada a su memoria ("Scriabianism"). 
A partir de mediados de la década de 1960, comenzó a surgir una escena musical tanto en Europa como en América que presagió directamente el surgimiento de la música industrial. Cada vez más músicos comenzaron a utilizar formas musicales libres, improvisación, instrumentos electrónicos y métodos innovadores tomados del mundo de la vanguardia académica, además de combinar la música con performances y luz/vídeo. Al mismo tiempo, sus experimentos musicales trascendieron cada vez más los límites de la música rock, que en ese momento ya se estaba volviendo conservadora. A finales de la década de 1960, el rock progresivo y su variante alemana, el krautrock, surgieron en Europa, representados, además de por Can, por artistas como Tangerine Dream, Faust, NEU!, Cluster y Klaus Schulze con su primer proyecto Ash Ra Tempel. Entre los artistas "progresivos" no alemanes merecen especial mención Hawkwind, Pink Floyd y Robert Fripp. En 1968, el dúo Silver Apples comenzó a actuar en Nueva York, combinando osciladores electrónicos similares a máquinas y ritmos pop psicodélicos en su música.  Otro grupo que hay que mencionar aquí es AMM, quienes comenzaron a tocar a mediados de los años 60 como un grupo de improvisación de free jazz, pero pronto conocieron a Karlheinz Stockhausen y comenzaron a utilizar cada vez más elementos tomados de la vanguardia académica en su música. Cambiando cada vez más, a mediados y finales de los años 70 AMM encajó orgánicamente en la escena industrial y se convirtió en un clásico del “industrial improvisado”. Además, en 1970, habían surgido tres bandas cuya propuesta contenía elementos que prefiguraban lo que más tarde se llamaría música industrial: The Residents, los alemanes Kraftwerk, que combinaron melodías de sintetizador minimalistas psicodélicas con un ritmo pop de máquina dura, y Sand, que esencialmente comenzó a tocar música ambiental incluso antes de que esta etiqueta fuera inventada por Brian Eno. 
Alexei Monroe afirma que Kraftwerk fueron particularmente significativos en el desarrollo de la música industrial, como el "primer artista de éxito que incorporó representaciones de sonidos industriales dentro de la música electrónica no académica". La música industrial era creada originalmente utilizando maquinaria mecánica y eléctrica, y posteriormente sintetizadores, samplers y percusión electrónica. Monroe también considera a Suicide como una influencia contemporánea decisiva. Entre los grupos que los propios fundadores de la música industrial han citado como inspiración se encuentran también The Velvet Underground, Joy Division y Martin Denny. 
Chris Carter también disfrutó y encontró inspiración en Pink Floyd y Tangerine Dream. Boyd Rice fue influido por la música de Lesley Gore y Abba. Z'EV cita a Christopher Tree (Spontaneous Sound), John Coltrane, Miles Davis, Tim Buckley, Jimi Hendrix y Captain Beefheart, entre otros junto a la música tibetana, balinesa, javanesa, india y africana. Cabaret Voltaire cita a Roxy Music como su referente, así como el Trans Europa Express de Kraftwerk. Nurse With Wound cita una larga lista de oscura inspiración libre así como a Kraftwerk como escuchas recomendadas.[cita requerida]
Muchos de los primeros músicos industriales preferían citar artistas o pensadores, antes que músicos, como su inspiración. Simon Reynolds afirma que "ser un fan de Throbbing Gristle era como enrolarse en un curso universitario de extremismo cultural". John Cage fue una inspiración inicial para Throbbing Gristle. SPK apreciaba a Jean Dubuffet, Marcel Duchamp, Jean Baudrillard, Michel Foucault, Walter Benjamin, Marshall McLuhan, Friedrich Nietzsche y Gilles Deleuze. Cabaret Voltaire tomaron referencias conceptuales de Burroughs, J. G. Ballard y Tristan Tzara. Whitehouse y Nurse With Wound dedicaron algunas de sus obras al marqués de Sade.
Otra influencia de la estética industrial fue Metal Machine Music de Lou Reed. Pitchfork Music cita este álbum como "inspirador en parte, buena parte, de la escena musical contemporánea avant-garde, y del noise en particular." El álbum consiste totalmente en feedback de guitarra, anticipando el uso de la música industrial de sonidos no musicales.

### Industrial Records
Industrial Music for Industrial People fue el eslogan originalmente acuñado por Monte Cazazza como logo para el sello discográfico Industrial Records, fundado por los provocadores artísticos Throbbing Gristle. La primera ola de esta música apareció con Throbbing Gristle, de Londres, Cabaret Voltaire, de Sheffield y Boyd Rice (grabando bajo el nombre NON), de Estados Unidos. 
Throbbing Gristle tocaron en directo por primera vez en 1976, y comenzaron como un proyecto paralelo de COUM Transmissions. COUM era inicialmente un grupo de rock de vanguardia, pero comenzaron a describir su trabajo como performance para poder optar a subvenciones de la Agencia Pública Británica de las Artes (Arts Council of Great Britain). COUM estaba compuesto por la artista transgénero llamada Genesis P-Orridge y por la artista pornográfica Cosey Fanni Tutti. Desde 1972 COUM realizó diversas performances inspiradas por Fluxus y el accionismo vienés. Estas incluían varios actos sexuales y físicos de sometimiento.[cita requerida]
El grupo fue rebautizado como Throbbing Gristle en septiembre de 1975, viniendo el nombre del argot para erección. La primera aparición pública del grupo, en octubre de 1976, tuvo lugar en una muestra titulada Prostitution presentada en el Instituto de Arte Contemporáneo de Londres, que incluía fotos pornográficas de Tutti así como tampones usados y chocantes actos en directo como corte de piel del ombligo a la vagina de parte de Tutti en su propio cuerpo, etc. El político conservador Nicholas Fairbairn declaró en ese momento que era inmoral utilizar fondos públicos para un grupo que destruye la moral de la sociedad, llamándolos "saboteadores de la civilización". El debut  discográfico de Throbbing Gristle, Second Annual Report, marca los límites musicales de la escena (que a su vez se desarrolla gracias al incesante trabajo del grupo, que publica fanzines, mantiene contactos con grupos musicales similares en Inglaterra y Estados Unidos y publica los primeros trabajos de otras bandas en su propio sello Industrial Records), marcada por el uso casi terrorista del ruido, el rechazo total a la técnica musical, el uso de cintas preparadas y el rechazo casi total a cualquier forma melódica. Esta opción musical era resaltada por sus actitudes extramusicales que permanentemente buscaban provocar y lleva al público a los sitios más incómodos. Llamaron a su estudio de Martello Street "la Fábrica de la Muerte", una referencia abierta a los campos de exterminio de los nazis en tiempos de guerra y titularon temas como "Zyklon B Zombie" (una referencia al gas que se utilizaba en esos campos para exterminar a sus víctimas) y "Subhuman".
En 1978, Cabaret Voltaire firmaron con la discográfica Rough Trade Records. Con este sello editaron numerosos sencillos musicalmente experimentales que fueron muy aclamados, incluyendo "Extended Play", "Nag Nag Nag", "Three Mantras" y "3 Crepuscule Tracks", y álbumes tales como "The Voice Of America" (1980) y el aclamado "Red Mecca" (1981). 
Durante esta época, hicieron giras por Europa, Japón y Estados Unidos, sin el apoyo de una discográfica mayoritaria, y editando un álbum en directo grabado en Japón en 1982, llamado "Hai!". En 1983, coincidiendo con el abandono de Chris Watson (que formó el grupo The Hafler Trio junto con Andrew M. McKenzie, antes de convertirse en ingeniero de sonido para la BBC y, posteriormente, solista), Cabaret Voltaire decidió conscientemente encaminar su sonido hacia una dirección más comercial, con el álbum The Crackdown (Virgin Records).
Throbbing Gristle editó dos discos más y se desintegró en 1981. Tras la separación, dos de sus miembros, Genesis P-Orridge y Peter Christopherson fundaron Psychic TV, mientras que los otros dos, Cosey Fanni Tutti y Chris Carter continuaron su aventura musical juntos bajo los nombres de Chris & Cosey y Carter Tutti. Más tarde, Christopherson creó otro grupo que resultaría crucial para la escena industrial, el dúo Coil, junto a otro exmiembro de Psychic TV, John Balance. Coil hacía uso de gongs en un intento de conjurar energías "marcianas y homosexuales". David Tibet, un amigo de Coil, daría forma a su proyecto personal Current 93; ambos grupos estaban inspirados por las anfetaminas y el LSD.

### Expansión de la escena
Psychic TV llegó a firmar contrato con un sello discográfico importante. Su primer álbum era mucho más accesible y melódico de lo habitual en la música industrial, e incluía el trabajo de músicos profesionales contratados. Su trabajo posterior volvió al collage sonoro y a los elementos ruidistas de la primera música industrial. También tomaban elementos del funk y de la música disco. P-Orridge también fundó Thee Temple ov Psychick Youth, una organización cuasi religiosa que producía vídeo arte. Las aspiraciones comerciales de Psychic TV fueron gestionadas por Stevo de Some Bizzare Records, que también publicó muchos de los primeros trabajos de la siguiente camada de músicos industriales como Einstürzende Neubauten, Test Dept, y Cabaret Voltaire. Cabaret Voltaire se habían hecho amigos de New Order y comenzaron a practicar una forma de electropop bailable similar. J. G. Thirlwell, coproductor de Coil, desarrolló una versión de black comedy en la música industrial, tomando elementos de la música lounge así como del noise usando varios seudónimos, principalmente el de Foetus.
Las bandas Clock DVA, Nocturnal Emissions, Whitehouse, Nurse with Wound y SPK aparecieron a continuación. Whitehouse pretendía tocar "la música más brutal y extrema de todos los tiempos", [cita requerida] un estilo que más adelante se conocería como power electronics. Un colaborador de los primeros tiempos de Whitehouse, Steve Stapleton, formó Nurse with Wound, que experimentaba con escultura de ruido y collage sonoro. 23 Skidoo, como Clock DVA, fusionaban la música industrial con música de baile afroamericana, pero también llevaban a cabo una respuesta a la world music. Clock DVA describían su objetivo como un desarrollo del automatismo surrealista. Cuando tocaron en el primer festival WOMAD, el grupo relacionaba su proyecto con el gamelan indonesio. En 1984 el dadaísta catalán Jordi Valls, bajo el nombre de Vagina Dentata Organ, realiza The Last Supper of Reverend Jim Jones, que era una composición de feedback con la grabación del audio del momento en que el líder del Templo del Pueblo (Jim Jones) obliga a 900 personas a tomar cianuro en Guyana. El grupo sueco Leather Nun firmaron por Industrial Records en 1978, siendo el primer grupo extranjero en tener un disco publicado en IR. Sus sencillos recibirían bastante cobertura en la radio universitaria de Estados Unidos.
Al otro lado del Atlántico estaban teniendo lugar experiencias similares. En San Francisco, el artista de performance Monte Cazazza comenzó a grabar noise. Boyd Rice publicó varios álbumes de noise, con drones de guitarra y loops de cinta que creaban una cacofonía de sonidos repetitivos. En Italia, el trabajo de Maurizio Bianchi a comienzos de los años 1980 también compartían esta estética.
En Alemania, Einstürzende Neubauten mezclaban percusión de metal, guitarras e instrumentos no convencionales (como el martillo mecánico y los huesos) en performances en las que muchas veces provocaban daños en el local donde tenían lugar. El cerebro detrás de la banda era Blixa Bargeld quien, inspirado por Antonin Artaud y su entusiasmo por las anfetaminas, originó un movimiento artístico llamado Die Genialen Dilettanten. En el ámbito de ese movimiento se gestó una película de culto como “Decoder” (Jürgen Muschalek, 1984), que funciona como un documento audiovisual de la adaptación de la subcultura industrial al Berlín de los años 80. Un empleado de una cadena de comida rápida, que además es audiófilo, descubre una conspiración por la que las grandes corporaciones utilizan la muzak como medio de control social. El fondo de esa música ambiental para ascensores (tomada aquí como el máximo ejemplo posible de “música complaciente”) está formado por mensajes subliminales que van moldeando el subconsciente de los oyentes para convertirlos en consumidores tranquilos y acríticos. El protagonista  se rebela usando los métodos de la cassette culture. Graba cassettes con ruido industrial y sustituye con ellos las pistas de muzak, generando una Revolución. Todo el film está rodado usando pocos colores en cada escena y siempre difuminados. La película declara como fuente de inspiración el relato La Revolución Electrónica de William Burroughs, aunque la mención a "romper las cadenas de palabras" para subvertir los mecanismos de control, parece inspirada en La Treta Maya del mismo autor. El protagonisa es F.M. Einheit, uno de los integrantes de Einsturzende Neubauten, quien además compuso la banda de sonido junto a Dave Ball (de Soft Cell). También hay colaboraciones de Genesis P. Orridge y de otro integrante de Einsturzende Neubauten, Alexander Hacke. La novia de Hacke por la época, Christiane F. (que integraba junto a Hacke el dúo Sentimentale Jugend) también tiene un rol protagónico, bailando a go go, jugando con ranas y adelantándose dos décadas al estilo de belleza gótica que luego cultivaría el sitio de fotos eróticas suicidegirls.com. William Burroughs y Genesis P. Orridge también tienen pequeños cameos y se pueden ver clubes industriales donde la gente se reúne a hacer ruido y, dentro de estos, la Dreamachine de Brion Gysin.
En enero de 1984, Einstürzende Neubauten llevaron a cabo un Concierto para Voz y Máquinas en el Institute of Contemporary Arts (el mismo donde la exhibición de COUM, Prostitution, tuvo lugar), taladrando el suelo y dando lugar posteriormente a disturbios. Este evento llegó a las primeras páginas de los periódicos en Inglaterra.
Los Test Dept, Siempre con un notable uso de máquinas y metales reciclados, inicialmente aportaron al género el compromiso político y el análisis de las sociedades de postproducción, evolucionando posteriormente hacia sonidos más vinculados a la música de baile antagónica. Los eslovenos Laibach, en el panorama de la antigua Yugoslavia, realizaron un análisis sarcástico y dramático de los mecanismos de control de los sistemas dictatoriales, tomando prestadas imágenes del estalinismo, del nazismo, del titoísmo, pero también del dadaísmo y del futurismo ruso. Slavoj Žižek, filósofo y psicoanalista lacaniano, asumió su defensa argumentando que su asociación con el grupo artístico Neue Slowenische Kunst practica una sobreidentificación con el goce perverso de las autoridades en la práctica del encuadre que produce un efecto liberador y subversivo. Los italianos Pankow fueron los autores de un sonido agresivo y cibernético que anticipó el EBM.

### Cassette culture y Tape network
Una de las características que permitió que la producción industrial proliferara significativamente fue la difusión de tecnologías de bajo coste que proporcionaron una considerable autonomía de producción y distribución. Se formaron así una serie de unidades operativas que, como nodos de una red subterránea, se convirtieron en una auténtica realidad distributiva paralela a los circuitos oficiales. El soporte preferido aquí pasa a ser el casete, hasta el punto de que años más tarde se hablaría de la "cassette culture" o de la "Tape Network" para definir el fenómeno. Entre 1981 y 1985,y gracias también a revistas como la canadiense Clem y la americana OP, las casetes de incansables ensambladores de sonidos y ruidos mantuvieron ocupados a los servicios de correos de todo el mundo, preparando recopilaciones temáticas, estableciendo colaboraciones a distancia y proponiendo proyectos totalmente caseros que cualquiera podía solventar. Según Vittore Baroni y Fabio De Luca, "si el industrial era el punk de la música electrónica, la Tape Network y sus maquetas grabadas en un dormitorio eran el punk de la cultura industrial". En este panorama nacen nuevos artistas importantes y nuevas escenas destinadas a crecer. Es el caso del Japanoise, escena extrema por excelencia que ve nacer a artistas como Merzbow del ex crítico musical Masami Akita, Masonna, Hijōkaidan, C.C.C.C., Aube, K2, o la escena Italiana con artistas como Maurizio Bianchi, Teho Teardo, Sigillum S, Ain Soph, The Sodality, Mauthausen Orchestra, Laxative Souls, Metadrive, T.A.C., Giancarlo Toniutti, Officine Schwartz, F:A.R., CCC CNC NCN, Zona Industriale y en Francia Die Form o Étant donnés.
Muchos de los sellos que comenzaron su actividad dentro de la Tape Network pasaron posteriormente a publicar álbumes en vinilo y CD. Es el caso del italiano Old Europa Café, que tras haber acumulado un rico catálogo de álbumes en casete, en 1995 comenzó a publicar en vinilos, CD y otros soportes resultando un actor clave en el crecimiento de la escena Neofolk. 

## Características
El nacimiento de la música industrial fue la respuesta a "una era en la cual el acceso y control de la información se estaban convirtiendo en herramientas primarias de poder". En su nacimiento, el género de la música industrial era diferente de cualquier otra música, y su uso de la tecnología y de letras y temas perturbadores con el fin de derribar ideas preconcebidas acerca de las reglas de las formas musicales apoyan la idea de que la música industrial es un tipo de música modernista. Los mismos artistas hicieron estos objetivos explícitos, incluso trazando conexiones con los cambios sociales que deseaban. La página de Industrial Records explica que los músicos querían reinventar el rock, y que sus discos sin censura trataban sobre su propia relación con el mundo que les rodeaba. 
La primera música industrial solía incluir edición de cinta, percusiones descarnadas y crudas así como loops distorsionados hasta el punto de que habían quedado degradados a ruidos ásperos y duros. Así es la música de Cabaret Voltaire. Chris Carter de Throbbing Gristle inventó un dispositivo llamado "Gristle-izer", tocado por Peter Christopherson, que se componía de un teclado de una octava y un número de máquinas de casete que disparaban varios sonidos pregrabados. Los instrumentos tradicionales eran tocados de forma no tradicional o de modo muy modificado. Además de la guitarra, batería o bajo, estos músicos también incorporaban nuevos instrumentos fabricados por ellos mismos, así como diferentes módulos de sintetizador y unidades de efectos para producir sonidos electrónicos. Además, grupos como Throbbing Gristle también tocaban a un volumen muy alto y ejecutaban sonidos en frecuencias sub-bajas y ultra-altas con el objeto de producir efectos físicos, llamando a este enfoque "música metabólica".

## Posindustrial
A inicios de los años 1980, se desarrollaron toda una serie de estilos a partir de la ya ecléctica base de la música industrial. Estos derivados incluyen fusiones de la música noise, ambient, folk, post-punk y electrónica, así como otras mutaciones y desarrollos. La escena se extendió mundialmente, y está particularmente bien representada en Estados Unidos, Canadá, Europa y Japón.[cita requerida]
Entre los derivados del industrial que más éxito comercial han cosechado están los grupos Ministry y Nine Inch Nails, ambos ganadores de discos de platino.[cita requerida]

### Dark Ambient
La etiqueta dark ambient (conocida también como ambient industrial, especialmente en los años 80) es un subgénero de la música electrónica derivado del Ambient que se caracteriza por tener tonos discordantes y un sonido musical siniestro u oscuro. Surge de proyectos como Coil, Lilith, y Nurse with Wound, quienes evolucionaron en su propuesta desde la música industrial, en los 80, a largas composiciones que buscaban la creación de una atmósfera particular. Estos artistas continuaron utilizando materiales y ruidos no musicales, pero menos cáusticos que otras evoluciones postindustriales. Ya los últimos trabajos de estudio de Throbbing Gristle como In the Shadow of the Sun y Journey Through a Body mostraban una tendencia hacia las intuiciones ambientales oscuras desarrolladas posteriormente por grupos que nacieron de la disolución de la banda, como Coil o Chris & Cosey. Elementos similares se hicieron evidentes a principios de la década de 1980 en trabajos de artistas como Lustmord (Lustmørd, 1981), SPK (Leichenschrei, 1982) o Zoviet*France (Mohnomishe, 1983). El álbum Eostre de 1984 de Zoviet*France o el álbum Paradise Disowned de Lustmord de 1986 pueden considerarse lanzamientos producidos casi en su totalidad en el estilo dark ambient.
Otros artistas destacados del género son Hafler Trio, Controlled Bleeding, Nine Inch Nails (no toda su discografía, pero sí en proyectos específicos como Ghosts I-IV), Rapoon y más recentemente Techno Animal, además de compositores que encontraron un nicho para sus obras en el desarrollo de música para videojuegos, como Akira Yamaoka, Robin Rimbaud, Final y Deutsch Nepal.
Generalmente, la música tiende a evocar un sentimiento de soledad, melancolía, encierro, oscuridad y aislamiento. El ambiente oscuro a menudo consiste en la evolución de armonías disonantes de drones y resonancias , retumbos de baja frecuencia y ruidos de máquinas, a veces complementados con gongs, ritmos de percusión, rugidos, voces distorsionadas y otros sonidos encontrados, a menudo procesados hasta el punto en que la muestra original no puede ser reconocida. Por ejemplo, obras enteras pueden basarse en grabaciones de radiotelescopios (p. ej. Trans-Plutonian Transmissions de Arecibo), el balbuceo de bebés recién nacidos (p. ej.  Mouths of Babes de Nocturnal Emissions), o sonidos grabados a través de micrófonos de contacto en cables telegráficos (por ejemplo, Primal Image de Alan Lamb).
No es del todo segura la correlación entre el dark ambient y el género ambient propiamente dicho, ya que ambos géneros se desarrollaron prácticamente al mismo tiempo. Sin embargo, artistas posteriores afirman haber sido influenciados por ambos géneros: industrial y ambient.

### Ritual
A menudo llamado "Ritual Industrial", es un género postindustrial que se desarrolló alrededor de 1983.
Característico de este estilo es el uso de elementos de percusión como tambores, campanas o barriles metálicos, que se utilizan como samples o se tocan en vivo. A menudo se pueden encontrar diferentes formas rítmicas, como por ejemplo: un ritmo de batería simple y repetitivo o una estructura básica anidada de percusión (los llamados ritmos tribales). La combinación de ritmos sincopados y superficies ambientales oscuras y calmas o ruidosas crea un paisaje sonoro “ceremonial”, que ocasionalmente se ve subrayado por cantos y palabras evocadoras. También es típica la incorporación en la composición de muestras de cantos sagrados, por ejemplo, cantos gregorianos o tibetanos, que suelen estar disponibles como grabaciones auténticas. Los autores del libro "Buscando a Europa" describen la música como "una variante industrial mayoritariamente tranquila, que se caracteriza particularmente por composiciones repetitivas, referencias a sonidos rituales etnomusicales y el trabajo con conceptos mágicos". Current 93 también tenía una inclinación por el ocultismo británico. Los primeros trabajos de la banda (antes de iniciar su desarrollo acústico que lo llevaría a sentar las bases del género neofolk) estaban vinculados temáticamente con Aleister Crowley y Kenneth Grant con música de percusión ritual. Al mismo tiempo, Graeme Revell y su banda SPK, anteriormente conocida como un proyecto industrial, también crearon una obra con ideas musicales analógicas. Sobre todo a nivel rítmico, fueron estos músicos de la segunda generación industrial los que trabajaron con estructuras arcaicas y fueron influenciados por el gamelán y la música tradicional africana y tibetana.
Entre las obras clave de la música ritual temprana se incluyen Dekompositiones (1983) de SPK, LAShTAL (1983) y Nature Unveiled (1984), discos seminales de Current 93, y The Secret Eye of L.A.Y.L.A.H. (1984) de Zero Kama, que, según la propia declaración de la banda, fue grabada utilizando huesos humanos. El grupo 23 Skidoo, surgido del entorno de Psychic TV y Cabaret Voltaire, también abordó la música ritual en su obra The Culling is Coming (1983) y puede considerarse uno de los pioneros del estilo con títulos como Gregouka. Otro ejemplo temprano de este término lo encontramos, entre otros, en: el sencillo de 12" How to Destroy Angels de Coil (1984), grabado principalmente con instrumentos metálicos como espadas y gongs, donde se encuentra la descripción como música ritual para la acumulación de energía sexual masculina. Otra banda de los Estados Unidos fue Hunting Lodge, que trabajó simultáneamente con elementos similares (por ejemplo en el álbum Exhumed y el sencillo Night from Night, ambos de 1983) y logró un éxito underground dos años después con Tribal Warning Shot. 
Los proyectos de música ritual pura son raros. Muchos artistas también participan combinan los elementos rituales con otros de otros estilos asociados, como el dark ambient, el death industrial o el neofolk.

### Electronic body music
La electronic body music combina elementos de la música industrial con sonidos típicos de electronic dance music,El nombre fue acuñado por Ralf Hütter de Kraftwerk en 1978 en referencia a los sonidos más corpóreos de su álbum Die Mensch-Maschine. La EBM tuvo sus primeros desarrollos en Bélgica, cuando el término fue retomado y adaptado al significado actual por Front 242 en 1984, para describir su EP No Comment, publicado ese año.  Algunos años antes, la banda alemana Deutsch Amerikanische Freundschaft (DAF) utilizó el término «Körpermusik» (body music) en una entrevista para describir su sonido electrónico bailable del punk. Otros términos que también se han utilizado para referirse al EBM son aggrotech o aggropop, contracciones de «aggressive techno» y «aggressive pop», usada principalmente en Alemania a finales de la década de los años 1980.  Algunos de los grupos más destacados de los primeros años de la EBM fueron Front 242, Die Krupps, DAF, y varios artistas más que comenzaron a mezclar ritmos de baile y líneas repetitivas de secuenciador. Los sintetizadores que definieron el estilo de esta primera fase incluyeron el Korg MS-20, el Roland SH-101, el ARP Odyssey el Emulator II, junto con varios modelos de Oberheim y Yamaha
El comienzo del movimiento suele remontarse convencionalmente a la publicación del sencillo Body to Body (New Dance, 1981) de los belgas Front 242, pero en los mismos años se publicaron otras canciones icónicas como Verschwende deine Jugend (Virgin, 1981), Alle gegen alle (Virgin, 1981) y Der Mussolini (Virgin, 1981) todas de los alemanes DAF, Wahre Arbeit, wahrer Lohn (Zickzack, 1981), Goldfinger (WEA, 1982) y Für einen Augenblick (WEA, 1982) de Die Krupps, Etre assis ou danser (TIS, 1981) y Los niños del parque (TIS, 1981) y Avant-après mars (TIS, 1981) de Liaisons Dangereuses. Cuando el periodista musical Dirk Scheuring reseñó el sencillo Body to Body para la revista Spex en diciembre de 1981, describió la canción como una "contribución belga al dance minimalista moderno", haciendo hincapié directamente en el uso de secuencias de bajos y finalmente observó cómo "las ideas se convierten rápidamente en convenciones", una referencia a la facilidad con la que los componentes sonoros de un nuevo estilo musical experimentaron un mayor desarrollo en todos los países. 

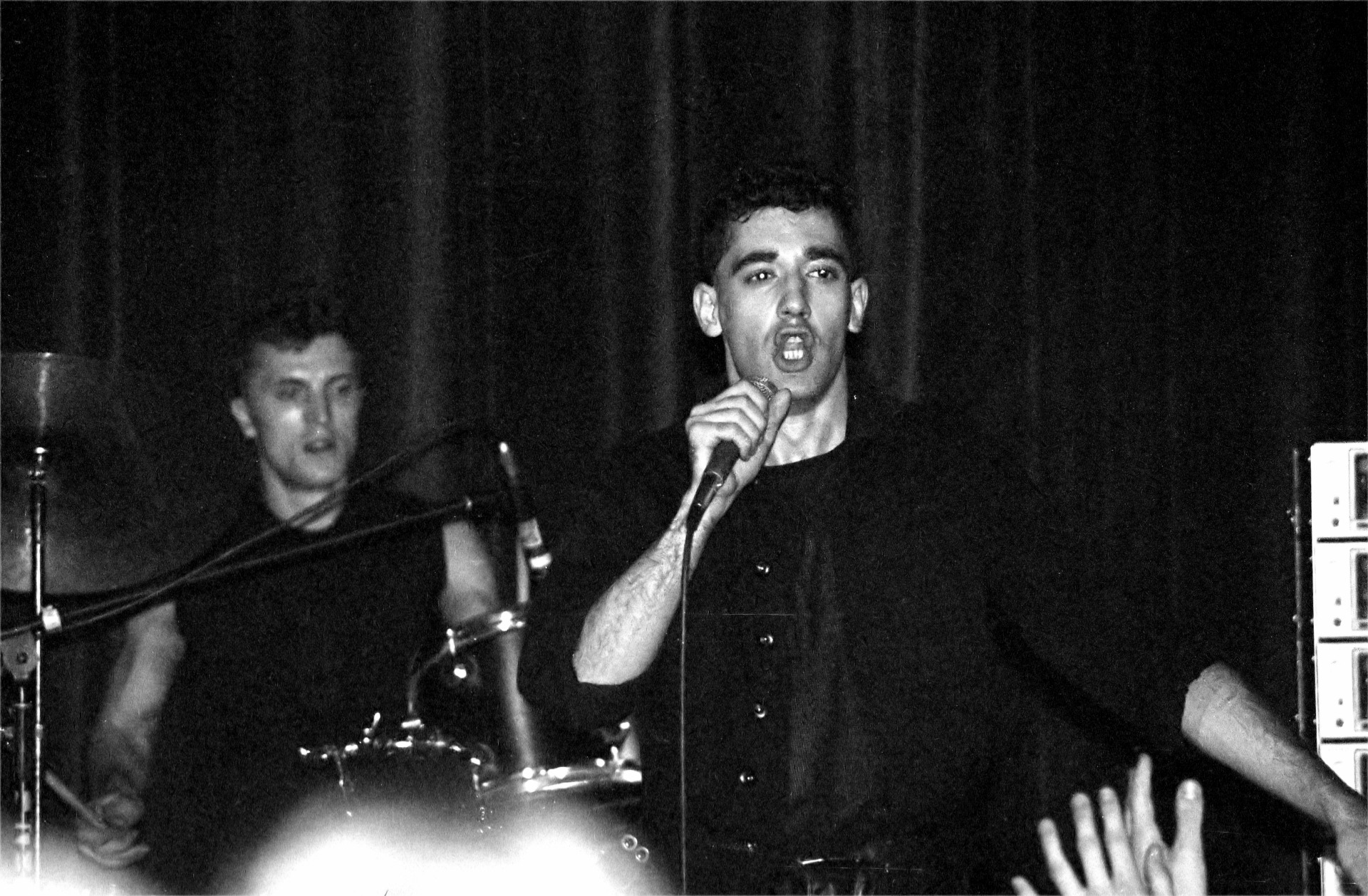
I Deutsch-Amerikanische Freundschaft

Descrito como una unión de "música punk generada electrónicamente entrelazada con sonidos industriales", el EBM se caracterizaba como una mezcla de ritmos de drum machine, líneas de bajo repetitivas y voces claras o ligeramente distorsionadas, gritos o gruñidos integrado con efectos de reverberación y eco. Los típicos ritmos EBM de ese período se basan en el ritmo disco 4/4 o en los ritmos típicos rock, (con bombo, caja y hi-hat) y algunas síncopas menores. En la escena de los clubes nocturnos, mientras que el synth-pop, el italo disco y el Hi-NRG dominaban las listas de éxitos europeas, el EBM inicialmente siguió siendo un fenómeno underground reducido a clubes de la escena gótica hasta 1986.. Solo con Push! de The Invincible Limits (proyecto del alemán Thomas Lüdke), pudo consolidarse como un éxito en 1986. El sencillo vendió alrededor de 12.000 copias a mediados de 1987. y también condujo a la fundación del sello discográfico de Frankfurt llamado Techno Drome International. En este período los sellos más importantes fueron los belgas Play It Again Sam y Antler-Subway, el alemán Zoth Ommog, el americano Wax Trax! y el sueco Energy Rekords. Entre los actos notables que surgieron en esa época se incluyen: And One, Armageddon Dildos, Bigod 20, Insekt, Scapa Flow, Orange Sector, Paranoid, y Electro Assassin.
Ya en la década de los 90, el género empezó a vivir una evolución que dura hasta nuestros días. Comenzó a tomar prestados elementos melódicos del synthpop combinándolos con la clásica contundencia y dureza rítmica de la EBM inicial. Ejemplo de ello son grupos como VNV Nation o Dismantled, que poco a poco han ido derivando a estructuras más propias del synth-pop o incluso otras tendencias electrónicas (Trance) que al EBM propiamente dicho. Este fenómeno ha provocado un debate entre los seguidores del género, sobre la denominación más adecuada para cada tendencia: a pesar de que su fuente inicial haya sido el EBM clásico de los 80 hoy en día su sonido poco tiene que ver con aquellos grupos.
Por ello se acuñó la denominación EBM Old-School, para diferenciar a los grupos clásicos (Front 242, Nitzer Ebb, Dive, etc.) de los actuales. Y más recientemente surgió la denominación Futurepop, para identificar a toda esa nueva ola de grupos con un sonido ya totalmente desligado de las reminiscencias industriales, más relacionado con el synthpop y con elementos Trance y Techno. Se trata de grupos de reciente creación (Neuroticfish, 242.pilots, Icon of Coil) u otros que han ido puliendo su sonido alejándolo progresivamente de la dureza inicial (Apoptygma Berzerk, VNV Nation, Lights of Euphoria, etc.).
Pero entre esos dos extremos, entre las bandas clásicas (Old-School EBM) y las que se han aproximado ya mucho al synthpop (Futurepop), hay una serie de grupos que siguen manteniendo fielmente multitud de elementos ásperos y contundentes en su sonido, grupos como Wumpscut, Stromkern, Funker Vogt, E-Craft, Bio-Tek, Suicide Commando, And One, Razed in Black, Accessory, Dismantled, etc.

### Electro Industrial

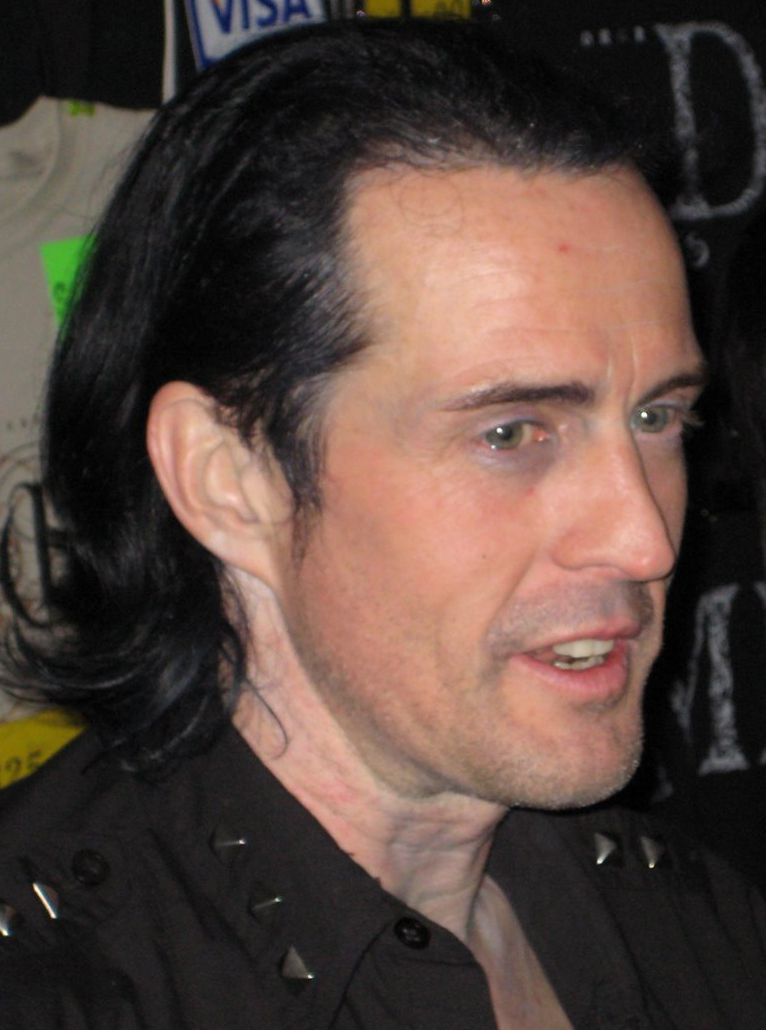
Nivek Ogre de Skinny Puppy

A pesar de no existir una demarcatoria estilística nítida, desde los años 90 se llama electro-industrial a una derivación de la  Electronic body music, que se separa de su estructura minimalista para abordar un sonido más complejo, profundo y oscuro. Anticipado por pioneros de los 80 como SPK, Die Form, Borghesia, Klinik, Skinny Puppy, Numb, y Front Line Assembly en los 90 tuvo una explosión con artistas como los americanos Mentallo and the Fixer, Yeht Mae, Velvet Acid Christ y Pulse Legion, los canadienses Decoded Feedback, los alemanes X Marks the Pedwalk, Plastic Noise Experience, wumpscut, Haujobb, Forma Tadre, KMFDM, Putrefy Factor 7 y Abortive Gasp, los daneses Leæther Strip y los mexicanos Hocico, Cenobita y Amduscia.
Desde la segunda mitad de los años '90, algunas bandas electro-industriales agregaron guitarras y se asociaron con el metal industrial; otros grupos, como Skinny Puppy, Download, Gridlock y Haujobb han incorporado elementos de estilos de música electrónica experimental como drum and bass, IDM, glitch y otros géneros electrónicos.

### Rock Industrial y Metal Industrial
El término rock industrial fue utilizado para describir a aquellos grupos que, paralelamente a los primeros artistas de música industrial, desarrollaron intuiciones similares, mezclando la instrumentación clásica del rock (guitarra eléctrica, bajo y batería) con ruido blanco y elementos de la música electrónica (sintetizadores, secuenciadores, sampler y cajas de ritmos). Las guitarras están en su mayoría distorsionadas o muy afectadas y los instrumentos de rock típicos se pueden tocar en vivo o sampleados. Entre los primeros grupos que desarrollaron estas características se encuentran grupos post-punk como Chrome, Killing Joke, Swans, Big Black, e Foetus. La escena vio una evolución natural hacia el metal industrial con bandas como Ministry, Godflesh, KMFDM y Nine Inch Nails. El metal industrial es probablemente el único subgénero de la música industrial que ha encontrado una gran audiencia, hasta el punto de que el término ha sido mal utilizado para englobar a ciertos grupos crossover o para designar para el público metalero a cualquier grupo particularmente contundente que utilice la electrónica.  
La historia del género puede retrotraerse a octubre de 1988, cuando los estadounidenses Ministry, lanzan su tercer álbum The Land of Rape and Honey, haciendo un cambio muy significativo, dándole más énfasis a sonidos de rock, con guitarras fuertes y sonidos industriales, a diferencia de sus anteriores trabajos, donde abarcaban estilos más suaves y electrónicos como New Wave, Synthpop y EBM. 

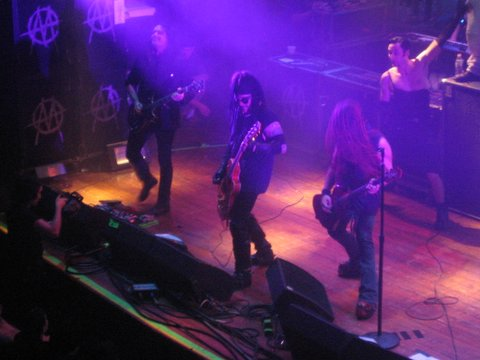
Al Jourgensen (centro) con Revolting Cocks

A su vez para octubre de 1989, la recién formada banda estadounidense Nine Inch Nails saca al mercado su álbum debut Pretty Hate Machine que fue muy bien recibido y alabado tanto por el público como por la crítica musical. El disco fue grabado por completo por su líder Trent Reznor (excepto por la batería) donde utilizó el “tiempo muerto” del estudio para grabar y desarrollar su propia música. Grabó una demo tocando él mismo, en su mayoría, guitarras, teclados, drum machines y samplers, todo eso con sonidos industriales experimentales. Reznor afirmó que grabó casi todo él solo porque era incapaz de encontrar músicos que tocaran el material como él quería, por lo cual, inspirado por el cantante y compositor Prince, tocó todos los instrumentos, a excepción de la batería; sin duda alguna, este álbum fue una fuerte base y total inspiración para muchas bandas de rock y metal industrial que surgieron a partir de los años 90. 
Otro de los pioneros en esa fusión fue Justin Broadrick, procedente de la banda de death metal Napalm Death, quien en 1988 fundó Godflesh. Su fórmula, basada en guitarras distorsionadas, bajos y potentes ritmos electrónicos, lo convierte en pionero en el metal industrial, el metal vanguardista, el post-metal y el sludge metal.
En 1995, White Zombie publican su último álbum Astro-Creep: 2000, si bien White Zombie suele ser considerada a menudo una banda de Groove Metal, en este álbum tuvo un sonido mucho más pesado (orientado al Metal Alternativo y Metal Industrial), esto debido a que para este álbum se contó con afamados músicos de estudio como el teclista Charlie Clouser, que había trabajado con artistas de este género tales como Nine Inch Nails, Rammstein, Marilyn Manson o Killing Joke. Fue el álbum más vendido de White Zombie, siendo certificado Doble Platino por la RIAA y vendiendo más de 2,6 millones de copias en Estados Unidos desde su lanzamiento. El álbum fue nominado al premio Grammy por Mejor Ingeniería de Grabación y el sencillo de mayor éxito de la banda, More Human Than Human, nominado al Premio Grammy a la Mejor Interpretación de Metal en 1996.  
Después de la disolución de White Zombie en 1998, Rob Zombie comienza su carrera como solista y en ese mismo año publica su primer disco en solitario, Hellbilly Deluxe, el cual sirvió de gran aporte al género y ayudó a popularizarlo aún más a principio de los años 2000. El álbum demostró ser un éxito comercial, alcanzando los cinco primeros del Billboard 200 y vendiendo más de tres millones de copias en los Estados Unidos. Hellbilly Deluxe vendió más que todos los lanzamientos de Zombie con su antigua banda y lo estableció como un exitoso solista. El álbum fue precedido por el lanzamiento del sencillo debut de Zombie, "Dragula". La canción fue un éxito en los Estados Unidos vendiendo más de 717 mil copias para el año 2010 y apareció en la lista de sencillos del Reino Unido. 
No es hasta el mismo año 1994 que Rammstein despegaría el nuevo apogeo del heavy metal con pequeños toques de industrial con letras exclusivamente en alemán (país de donde vienen las raíces del género), logrando vender más de 15 millones de copias en todo el mundo y siendo ganadores en dos ediciones de los premios Grammy en la categoría de mejor interpretación de metal, siendo de los pocos grupos que han logrado tal éxito con letras escritas en alemán aparte del inglés. La segunda revolución no vino hasta sino el año 1996, año en el que Marilyn Manson logra entrar en su época de mayor apogeo. Sencillos como The Beautiful People, The Dope Show, Rock is Dead, mOBSCENE y This Is the New Shit marcaron la historia del metal industrial. 
Toda una sección de la escena metalera fue asimilando poco a poco los sonidos electrónicos e industriales, pese a que muchos de ellos desconocían por completo el resto de la escena industrial: grupos como Strapping Young Lad, Static-X o Dope son representativos de esta tendencia. El álbum debut de la banda Static-X "Wisconsin Death Trip" (1999), vendió cerca del millón de copias en Estados Unidos en su lanzamiento, y es considerada uno de los álbumes más famosos de la banda y contiene alguno de los temas más famosos del metal industrial tales como "Push It" y "I'm With Stupid", luego en su segundo álbum "Machine" también obtuvieron buenas críticas y consiguieron otros populares sencillos como "Cold" y "Black And White". También hay que destacar a Max Cavalera, cantante de Sepultura, que en 1994 formó como proyecto paralelo Nailbomb, una colaboración con Alex Newport, que también combinaba metal extremo con técnicas de producción industriales.

### Power electronics
La expresión power electronics fue acuñado por William Bennett para describir a su grupo de música noise llamado Whitehouse. La power electronics se basa en un formato experimental orientado a ondas de retroalimentación estridentes, mezcladas con ondas pulsantes y muy bajas generalmente producidas por sintetizadores analógicos y frecuencias muy altas y molestas. La voz, distorsionada y gritada, a menudo conduce a letras ofensivas y odiosas. Profundamente atonal, esta música no presenta melodías ni ritmos convencionales. Además del mencionado Whitehouse, otros artistas incluyen a Philip Best, Sutcliffe Jügend y Genocide Organ.
El término Death Industrial se usa para definir al estilo musical que parte del power electronics, pero que se diferencia por sus sonidos más ambientales, atmosféricos y menos abrasivos, moviéndose en la zona gris entre ese género, el dark ambient y el ritual. El término Death Industrial fue utilizado por primera vez por Roger Karmanik, fundador del sello y operador de Cold Meat Industry, para el proyecto Brighter Death Now y con el tiempo se extendió para incluir a numerosos otros artistas del sello y también de otros sellos como Anenzephalia, Ramleh, Atrax Morge, The Grey Wolves, Coph Nia o Archon Satani.

### Power noise
El power noise (también conocido como rhythmic noise, rhytm 'n' noise, y ocasionalmente como distorted beat) es una forma de industrial y una fusión de noise y varios estilos de Electronic Dance Music. No debe confundirse con el power electronics, que no está influenciado por el EDM y se acerca más al harsh noise, aún sin serlo.  El término "power noise" fue acuñado por Raoul Roucka de Noisex en 1997, con su tema "United (Power Noise Movement)". El género fue expuesto a la escena industrial estadounidense por el grupo electro-industrial Wumpscut, que fichó a Noisex para su sello Mental Ulcer Forges.
Generalmente este género se basa en ritmos distorsionados a menudo generados por la Roland TR-909, un ritmo 4/4 con un tono militar y sin voces. A veces se añaden componentes melódicos, pero siempre supeditados al componente rítmico. Este género cuenta con festivales dedicados e importantes como el festival Maschinenfest en Krefeld en Alemania, el Kinetic Festival en Montreal en Canadá o el Infest en Bradford en Inglaterra. Tiene como principal inspirador al grupo industrial español Esplendor Geométrico, activo desde 1980, y otros artistas como Le Syndicat, activo desde 1982. El grupo belga Dive también anticipó el estilo a principios de los 90 junto con una serie de lanzamientos en el extremo más duro o más áspero del espectro techno, como varios lanzamientos tempranos de EP de vinilo de Aphex Twin. Los primeros artistas en asumir explíitamente la etiqueta "power noise" eran en su mayoría alemanes. Además de Noisex, también se incluyeron Asche, Morgenstern, P·A·L, Synapscape y Feindflug. Los belgas Axiome, Hypnoskull, Imminent, Ah Cama-Sotz, Sonar o This Morn' Omina también desarrollaron el género. Black Lung, un australiano, y Orphx, canadienses, también estuvieron activos en el estilo en esta época. Otros artistas que vale la pena mencionar se incluyen Imminent Starvation, Axiome, Converter y Terrorfakt. Los sellos especializados en este género son los alemanes Ant-Zen y Hands Productions.
Algunos grupos, como Combichrist, practican power noise junto con aggrotech. Otros, como Tarmvred, fusionan el estilo con breakcore. Otros aún, fusionan elementos de IDM, como Endif.[cita requerida]
A menudo ha habido sonidos muy similares provenientes de la escena techno que a veces ha sido adoptada por músicos de power noise como Speedy J de finales de los 90/2000, o lanzamientos en sellos como Uncivilized World.[cita requerida]
En la década del 2020 ha habido un resurgimiento de los sonidos más duros, ásperos y experimentales en el techno que se cruzan mucho con los sonidos de noise rítmico, aunque esto generalmente se conoce simplemente como techno industrial, en lugar de ruido rítmico o power noise, porque estas dos escenas a menudo no se conocen entre sí.  Por ejemplo, el artista Ancient Methods (uno de los artistas responsables del resurgimiento del techno industrial) sampleó el tema Gelöbnis de P·A·L en uno de sus primeros lanzamientos y luego también publicó música en Hands Productions, uno de los primeros sellos que comenzó a impulsar el estilo noise rítmico en los años 90.[cita requerida]

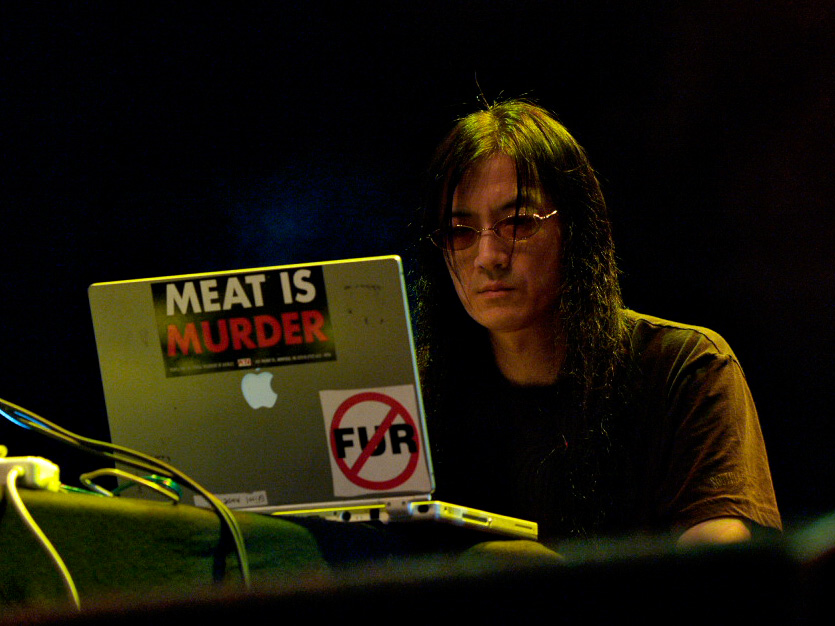
Merzbow en el 2007

### Japanoise
El término Japanoise proviene de la unión de las palabras Japan y Noise, e indica la escena de ruido japonesa. Nacida entre finales de los 70 y principios de los 80, la escena japonesa se caracteriza por un fuerte sentido de libertad que también se materializa en la huida de ciertas definiciones. La escena Japanoise abarca desde grupos deconstruccionistas de punk rock como Hanatarash o su posterior evolución psicodélica,  The Boredoms, a la electrónica de escritorio de la Incapacitants o de Merzbow.La escena se inspiró en los primeros días de power electronics unido a temáticas BDSM. Los lanzamientos de estos artistas a menudo se producen en cinta y en ediciones muy limitadas. Los miembros de la escena a menudo se prestan a innumerables proyectos paralelos y colaboraciones con artistas japoneses y no japoneses. En la década de 1990, la escena también comenzó a ganar reconocimiento en el extranjero, ya que artistas como Sonic Youth yJohn Zorn introdujeon a muchos artistas japoneses al público estadounidense. Sonic Youth invitó a sus conciertos al guitarrista Keiji Haino y al inclasificable Masaya Nakahara (que grababa sus experimentos encasete bajo el seudónimo Violent Onsen Geisha). Otro de los principales proyectos japanoise, Masonna llegó a tocar como soporte de un artista tan popular como Beck. KK Null catalizado su propuesta hardcore en una banda llamada Zeni Geva, que fue más popular en el extranjero que en Japón, y después de que los Boredoms tocaran con Nirvana, en su momento de mayor popularidad (en la gira de In Utero), muchas bandas occidentales de rock declararon haber sido influenciadas por la escena.
Nick Cain, de la revista The Wire, identifica en la "primacía de artistas japoneses en el arte del noise como Merzbow, Hijokaidan e Incapacitants" una de las principales innovaciones en el género de la música noise desde 1990 hasta la actualidad.

### Hip-hop industrial
El hip-hop industrial es una fusión entre el posindustrial y el hip-hop, y sus orígenes se hayan en el trabajo de Mark Stewart, Bill Laswell y Adrian Sherwood. En 1985, el ex cantante de The Pop Group, Mark Stewart, lanzó As the Veneer of Democracy Starts to Fade, una aplicación del estilo cut-up de la música industrial, con la banda de la casa de Sugar Hill Records (Doug Wimbish, Keith Leblanc y Skip McDonald). En 1986, The Beatnigs se formaron en San Francisco. Como una colaboración entre Michael Franti, Rono Tse y Kevin Carnes, The Beatnigs combinó influencias del hardcore punk, industrial y hip hop, descrito como "una especie de colectivo de poetas de jazz industrial de vanguardia". La actuación en el escenario de la banda incluyó el uso de herramientas eléctricas como una sierra giratoria en una barra de metal para crear ruido industrial y pirotecnia. A finales de los años 1980, el proyecto Material de Laswell comenzó a recibir cada vez más influencia del hip hop. Adrian Sherwood fue una figura importante del dub británico, además de trabajar con grupos industriales como Cabaret Voltaire, Einstürzende Neubauten, Ministry, KMFDM y Nine Inch Nails.[cita requerida]
Tackhead, una colaboración entre Sherwood y la banda Sugar Hill, retoma el tema que dejó Mark Stewart. The Disposable Heroes of Hiphoprisy y Consolidated de San Francisco, MC 900 Ft. Jesus de Texas y Meat Beat Manifesto del Reino Unido también son representantes tempranos del estilo. El grupo industrial 23 Skidoo, el álbum On the Corner de Miles Davis y el sencillo Down in It de Nine Inch Nails también son precedentes importantes para el estilo.[cita requerida]
El hip hop industrial fue impulsado por figuras de diversas escenas. Young Black Teenagers presentó un sonido con influencia industrial en su álbum debut homónimo de 1991, proporcionado por Bomb Squad, el equipo de producción de Public Enemy. Quizás los adoptantes más improbables fueron Justin Broadrick y Mick Harris, anteriormente conocidos por su invención del estilo grindcore de metal extremo, mientras estaban en Napalm Death. Después de participar en el grupo de jazzcore Painkiller con Bill Laswell, el proyecto Scorn de Harris se adentró en el dark ambient y el hip hop industrial. Posteriormente, Broadrick comenzó a trabajar con Kevin Martin, anteriormente de God (también un grupo de jazzcore). El trabajo posterior de Godflesh de Broadrick, así como sus colaboraciones con Martin, Ice, Techno Animal y Curse of the Golden Vampire, son excelentes ejemplos de hip hop industrial. El último de ellos también fue una colaboración con Alec Empire, de Berlín, quien también participó en el estilo en varios de sus álbumes.[cita requerida]
Después de eso, mientras Broadrick giraba su atención  la escena del post-metal, Martin continuó desarrollando a partir del sonido industrial hip hop, el que fusionó con dancehall y grime en su proyecto The Bug. Eventualmente, Justin Broadrick volvería recurrentemente al sonido industrial volviendo a usar el seudónimo Final, el mismo con el que había grabado sus primeros casetes experimentales a los 13 años. Desde 1993 en adelante, y alternando con los otros proyectos de Broadrick, Final produjo más de una decena de álbumes con material más cercano al ambient industrial o al dark ambient, caracterizadas por atmósferas densas y texturas abrasivas, a través de capas de guitarras distorsionadas, drones envolventes y ruidos industriales. En 2005, y después de 23 años de la creación del proyecto, Final dio su primer actuación en vivo, como soporte de Jarboe y usando una laptop como único instrumento.

### Neofolk y martial industrial
En los ochenta surgió el neofolk, como un nuevo estilo a partir de la intersección del post-punk, el folk y el industrial, combinando instrumentos folclóricos acústicos como el violín y la guitarra acústica con elementos fundamentales de la música electrónica como los sintetizadores y los samplers. Entre los artistas populares de la escena neofolk se incluyen Sol Invictus, Current 93, Death in June, Empyrium, Blood Axis, Of the Wand & the Moon, Spiritual Front, Ordo Rosarius Equilibrio y Rome. Estos músicos fueron el primer grupo de artistas que incorporaron elementos de la música tradicional europea a sus canciones, mezclándolos con electrónica y elementos de música experimental e industrial. El género incluye una gama de temas que van desde la música folclórica hasta la eternidad, la alquimia, el neopaganismo y temas de romanticismo y ocultismo.
En esa misma escena se hizo muy fuerte el interés temas bélicos y militares. Muchos de los músicos utilizan abiertamente iconografía y retórica relacionada con el nazifascismo, exaltando valores como el heroísmo y la fuerza física o espiritual. Esto ha dado lugar a fuertes críticas sin sustento sobre el neofolk, la que a menudo es calificada como "música neonazi". De ese interés nace el subgénero del martial industrial. 
Un número considerable de artistas que han podido ser clasificados como neofolk a muestran en su trabajo ciertos elementos de música marcial. Se caracteriza por los ritmos marciales, contundentes y repetitivos. Podemos encontrar su origen en los discos de principios de los años '80 del proyecto Non –la canción Total War puede ser considerada el himno marcial por excelencia- y entre sus exponentes más emblemáticos se cuentan Triarii, Arditi, y los primeros trabajos del proyecto paralelo de uno de sus integrantes Puissance. Este último le agregó otra dimensión al género con su sencillo Totalitarian Hearts, en el que combinaba temas militares con una clara impronta sexual sadomasoquista. Posteriormente, parece haberse alejado de la pureza marcial en sus últimos trabajos, que exceden al género.
Lo mismo cabe decir de Der Blutharsch, proyecto austríaco unipersonal de Albin Julius, que nació como un proyecto paralelo de su banda  The Moon lay hidden beneath a Cloud, y fue evolucionando desde el sonido dark ambient de sus inicios, hacia un sonido marcial industrial con énfasis en la instrumentación neoclásica, para terminar acercándose a la psicodelia en su última etapa, bajo el nombre de Der Blutharsch And The Infinite Church Of The Leading Hand.